# Leigri
Leigri – wieś w Estonii, w prowincji Hiuma, w gminie Kõrgessaare. Około 3 km na zachód od wsi znajduje się utworzony w 1998 roku rezerwat przyrody Leigri.
W 2012 roku wieś liczyła 2 mieszkańców, tak jak i w październiku 2010 i w grudniu 2009.